# Élections sénatoriales de 1989 dans l'Indre
Les élections sénatoriales en Indre ont eu lieu le dimanche 24 septembre 1989. 
Elles ont eu pour but d'élire les sénateurs représentant le département au Sénat pour un mandat de neuf années.

## Contexte départemental
Lors des élections sénatoriales du 28 septembre 1980 dans l'Indre, deux sénateurs UDF ont été élus, René Touzet et Jean Bénard-Mousseaux.
Depuis, tous les effectifs du collège électoral des grands électeurs ont été renouvelés, avec les élections législatives de 1988 dans l'Indre, les élections régionales françaises de 1986, les élections cantonales de 1986 et 1989 et les élections municipales françaises de 1989.

## Rappel des résultats de 1980
| Candidat et parti politique | Candidat et parti politique | Candidat et parti politique | Premier tour | Premier tour | Second tour | Second tour |
| Candidat et parti politique | Candidat et parti politique | Candidat et parti politique | Voix         | %            | Voix        | %           |
| --------------------------- | --------------------------- | --------------------------- | ------------ | ------------ | ----------- | ----------- |
|                             | René Touzet                 | UDF                         | 377          | 55,93        |             |             |
|                             | Jean Bénard-Mousseaux       | UDF                         | 318          | 47,18        | 339         | 50,82       |
|                             | Amédée Renault              | PS                          | 264          | 39,17        | 238         | 49,18       |
|                             | Jacques Pérou               | PS                          | 143          | 21,22        | Retrait     | Retrait     |
|                             | Marcel Lemoine              | PCF                         | 133          | 19,73        | Retrait     | Retrait     |
|                             | Marcel Foulon               | PCF                         | 82           | 12,17        | Retrait     | Retrait     |
|                             |                             |                             |              |              |             |             |
| Inscrits                    | Inscrits                    | Inscrits                    | 678          | 100,00       | 678         | 100,00      |
| Abstentions                 | Abstentions                 | Abstentions                 | 0            | 0,00         | 0           | 0,00        |
| Votants                     | Votants                     | Votants                     | 678          | 100,00       | 678         | 100,00      |
| Blancs et nuls              | Blancs et nuls              | Blancs et nuls              | 4            | 0,59         | 11          | 1,62        |
| Exprimés                    | Exprimés                    | Exprimés                    | 674          | 99,41        | 667         | 98,38       |

## Sénateurs sortants
| Sénateur | Sénateur              | Parti | Fonctions lors de l'élection en 1989                     |
| -------- | --------------------- | ----- | -------------------------------------------------------- |
|          | Jean Bénard-Mousseaux | UDF   | Sénateur sortant, conseiller général, maire de Buzançais |
|          | Guy Besse             | UDF   | Maire de Levroux                                         |

## Présentation des candidats
Les nouveaux représentants sont élus pour une législature de 9 ans au suffrage universel indirect par les 701 grands électeurs du département. 
Dans l'Indre, les sénateurs sont élus au scrutin majoritaire à deux tours.
| Candidats | Candidats          | Parti | Principale fonction                              |
| --------- | ------------------ | ----- | ------------------------------------------------ |
|           | Charles Barrois    | PCF   | Adjoint au maire de Châteauroux                  |
|           | Marcel Foulon      | PCF   | Conseiller régional, adjoint au maire d'Issoudun |
|           | Bernard Jollet     | PS    | Maire de Pellevoisin                             |
|           | Jean-Paul Thibault | PS    | Conseiller général, maire de Villedieu-sur-Indre |
|           | Alfred Fréville    | PS    | Conseiller général, maire de Châtillon-sur-Indre |
|           | Michèle Ballanger  | AD    | Adjoint au maire de Châteauroux                  |
|           | Guy Besse          | UDF   | Sénateur sortant                                 |
|           | Daniel Bernardet   | UDF   | Président du conseil général                     |
|           | François Gerbaud   | RPR   | Conseiller général, maire de Bouges-le-Château   |
|           | René Chabot        | RPR   | Conseiller général, maire de Martizay            |

## Résultats
| Candidat et parti politique | Candidat et parti politique | Candidat et parti politique | Premier tour | Premier tour | Second tour | Second tour |
| Candidat et parti politique | Candidat et parti politique | Candidat et parti politique | Voix         | %            | Voix        | %           |
| --------------------------- | --------------------------- | --------------------------- | ------------ | ------------ | ----------- | ----------- |
|                             | Daniel Bernardet            | UDF                         | 322          | 45,29        | 422         | 59,44       |
|                             | François Gerbaud            | RPR                         | 244          | 34,32        | 375         | 52,82       |
|                             | Bernard Jollet              | PS                          | 227          | 31,93        | 293         | 41,27       |
|                             | Jean-Paul Thibault          | PS                          | 209          | 29,40        | 268         | 37,75       |
|                             | Guy Besse                   | UDF                         | 95           | 13,36        | Retrait     | Retrait     |
|                             | Alfred Fréville             | PS                          | 90           | 12,66        | Retrait     | Retrait     |
|                             | René Chabot                 | RPR                         | 60           | 8,44         | Retrait     | Retrait     |
|                             | Charles Barrois             | PCF                         | 53           | 7,45         | Retrait     | Retrait     |
|                             | Marcel Foulon               | PCF                         | 51           | 7,17         | Retrait     | Retrait     |
|                             | Michèle Ballanger           | AD                          | 14           | 1,97         | Retrait     | Retrait     |
|                             |                             |                             |              |              |             |             |
| Inscrits                    | Inscrits                    | Inscrits                    | 720          | 100,00       | 720         | 100,00      |
| Abstentions                 | Abstentions                 | Abstentions                 | 3            | 0,42         | 0           | 0,00        |
| Votants                     | Votants                     | Votants                     | 717          | 99,58        | 720         | 100,00      |
| Blancs et nuls              | Blancs et nuls              | Blancs et nuls              | 7            | 0,97         | 10          | 1,39        |
| Exprimés                    | Exprimés                    | Exprimés                    | 711          | 98,75        | 710         | 98,61       |